# Люкнер, Николя
Николя́ (Никола́ус) Лю́кнер (фр. Nicolas Luckner, нем. Nikolaus von Luckner; 12 января 1722, Кам, Бавария — 4 января 1794, Париж, Франция) — французский военачальник периода абсолютизма, маршал Франции (1791), немец по национальности.

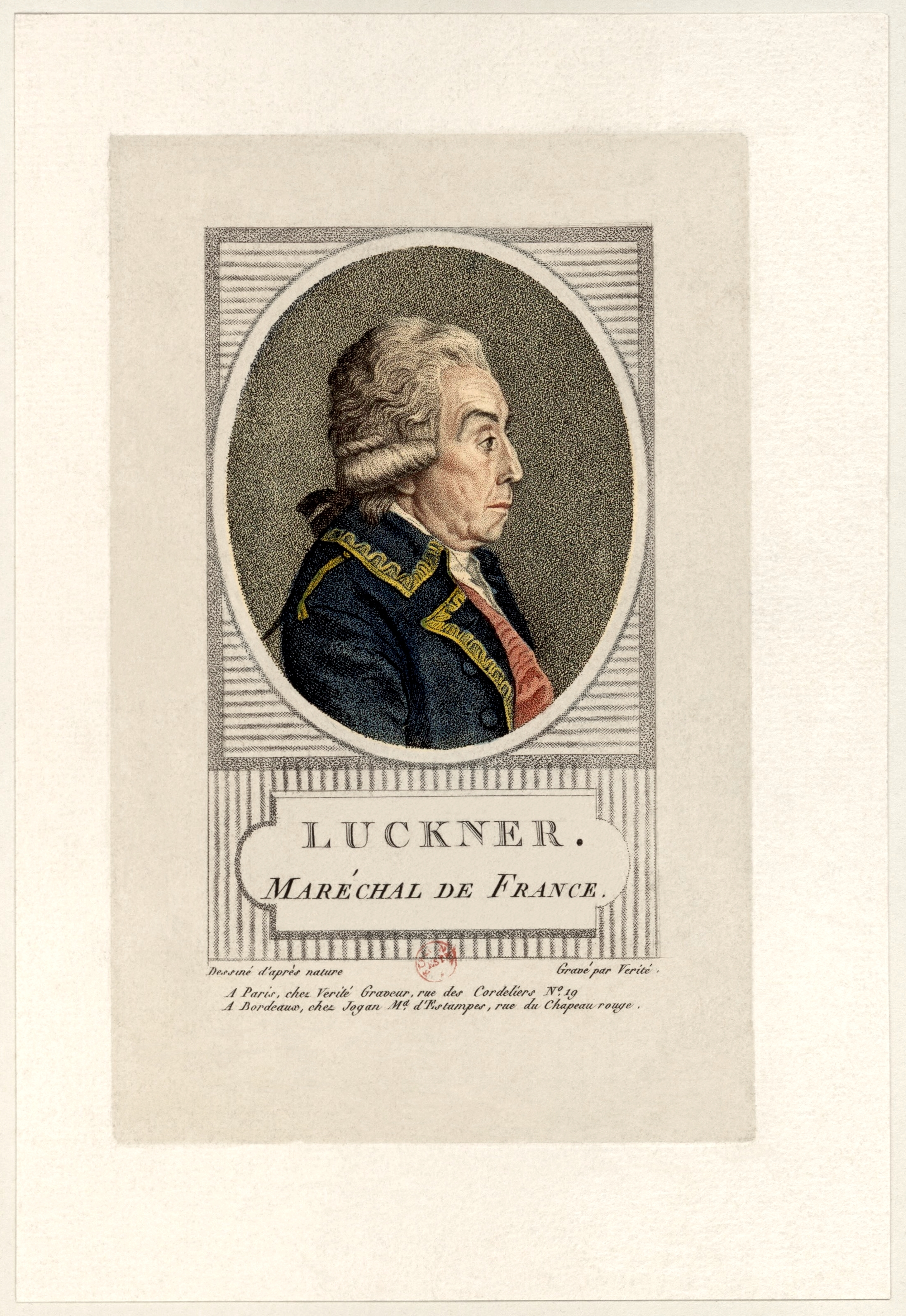
Luckner, 1792

## Биография

### Военная карьера
Люкнер родился в Каме, в восточной части Баварии, в семье трактирщика. Начальное образование получил у иезуитов в Пассау. Перед тем, как поступить на французскую службу, служил в баварской, голландской и ганноверской армиях, принимал участие в Семилетней войне, сражаясь под знамёнами Фридриха II Великого против французов, в том числе в битве при Росбахе. Вступил во французскую армию в 1763 году в звании генерал-лейтенанта.
Поддержал Великую французскую революцию. 28 декабря 1791 года, по представлению законодательного собрания, он получил от Людовика XVI высшее воинское звание маршала Франции. В 1792 году маршал был назначен командующим Рейнской армией, а позднее — Северной армией. Во главе с Люкнером части этой армии заняли фламандские города Менен и Кортрейк, победили австрийцев под Валансьеном, но затем были вынуждены отступить к Лиллю. После бегства Лафайета стал генералиссимусом и получил задание создать резервную армию в районе Шалон-сюр-Марна. Несмотря на относительные успехи Люкнера, Национальный конвент настаивал на его замене Пьером Шодерло де Лакло. Маршал, к тому времени уже находившийся в преклонном возрасте, вскоре уволился из армии и отправился в Париж.

### Арест и казнь
«Командующие армиями Лафайет, Рошамбо, Люкнер не хотели победы и сознательно облегчали ведение военных действий противнику», — утверждал впоследствии А. З. Манфред, советский специалист по истории Франции. Так, не обладая полнотой власти над всеми вооружёнными силами страны, Люкнер — плохо говоривший по-французски немецкий наёмник — был заподозрен в измене. В 1793 году, в разгар террора, французский Революционный трибунал приговорил Люкнера к смертной казни. 4 января 1794 года гильотинирован в Париже.
Правнук маршала — Феликс фон Люкнер — служил в рядах императорских ВМС Германии, участвовал в Первой мировой войне и командовал рейдером Seeadler.

### Награды
- Русский орден Святой Анны (1763)
- Французский орден Военных заслуг (29.02.1768)
- Польский орден Белого орла (07.06.1777)
- Французский орден Святого Людовика, большой крест (07.03.1792)